# José Hernández (caricaturista)
José García Hernández (9 de noviembre de 1965) es un caricaturista de México de ideología izquierdista. Trabaja para el diario La Jornada y la revista El Chamuco y los hijos del Averno. Es conductor del programa de televisión El Chamuco TV, producido por Canal 22, Canal Once y TV UNAM.

## Trayectoria
Comenzó su carrera de caricaturista político en 1994 en las revistas Mira y El Chamuco. Ha colaborado en varias publicaciones, entre las que están Nexos, La Cultura en México, y Milenio Semanal. De 2000 a 2005 fue el dibujante editorial de Milenio Diario.
Ganó el Premio Nacional de Periodismo en 2000. Desde 2005 es parte del grupo de los moneros de La Jornada. Es coautor de varios libros de caricatura como, El sexenio se me hace chiquito y La canallada del desafuero para principiantes y autor de libros de caricatura de retrato de personajes destacados del mundo cinematográfico mexicano e internacional, como Pantalla de Cartón.
Es codirector de la revista de humor político El Chamuco y, junto con Helguera, realizó, de 2005 a 2021, la sección "Mono Sapiens", del semanario Proceso.
En 2013 publicó, en coautoría con el escritor Fabrizio Mejía Madrid, la novela gráfica Septiembre Zona de desastre para editorial Sexto Piso.
De 2015 a 2017 publicó, también en Editorial Sexto Piso, su segunda novela gráfica, en tres tomos: Che Una vida revolucionaria, sobre la vida de Ernesto Che Guevara, basada en la biografía homónima escrita por el periodista Jon Lee Anderson en 1997. Los títulos de los tomos son: libro 1 "El doctor Guevara" (2016), libro 2 "Los años de Cuba" (2015) y libro 3 "El sacrificio necesario", (2017). "Che, Una vida revolucionaria" ha sido traducida al inglés, francés y portugués.
Desde 2018 es conductor del programa de televisión El Chamuco TV, junto con otros moneros como Antonio Helguera, Rafael Barajas "El Fisgón", Rafael Pineda "Rapé" y Cintia Bolio.

## Postura política
A lo largo de su trayectoria, José Hernández se ha posicionado como un "caricaturista de izquierda", abiertamente afín al gobierno del actual presidente Andrés Manuel López Obrador. En reiteradas ocasiones ha dicho que él "no critica al poder por el poder" y ha argumentado su postura. De ahí que los ataques a su obra, provengan mayoritariamente de personajes de la derecha mexicana. 
"Primero, urgente y básico, cambiar el sistema económico. Ya llevamos 30 años con el neoliberalismo y ya demostró desde hace bastante tiempo que no sólo no ha ayudado sino al contrario, ha provocado mucha más injusticia: los ricos son cada vez más ricos y los pobres, más pobres. Urge volver al Estado de bienestar y al pacto social, a un Estado que le dé al ciudadano lo que necesita para vivir con dignidad. Segundo, que exista una verdadera democracia (lo de hoy es una simulación). Debe haber un organismo independiente y ciudadano que vigile las elecciones. Y tercero, se requiere una revisión muy minuciosa del sistema de justicia. En México realmente no existe ni la justicia ni la democracia, lo que hay son venganzas y negociaciones."

### Asistencia a eventos públicos sin protección en el contexto de la pandemia de COVID-19
Recientemente, José Hernández cuestionó en redes sociales, el actuar del empresario Ricardo Salinas Pliego y los empleados de su empresa TV Azteca, ya que a pesar de las recomendaciones de las autoridades ante la evidente crisis por la pandemia mundial de COVID-19, el empresario multimillonario realizó una celebración navideña con todos los conductores televisivos que laboran con él, sin ninguna medida de seguridad: aislamiento social, uso de cubrebocas y/o sana distancia.
Anteriormente, Hernández también había señalado que las tiendas del empresario no habían tampoco acatado otras medidas impuestas por el gobierno ante la pandemia. Lo que  plasmó en una caricatura de su autoría, en la que el empresario es representado con la imagen popular de la muerte. Esta imagen fue la portada de la edición #404 de la revista El Chamuco.

### Críticas a la oligarquía mediática y sector empresarial
Desde décadas atrás, su trabajo ha cuestionado la oligarquía mediática del país y al sector empresarial. 
Ahora los sagrados ya no son el Presidente, la Virgen o el Ejército, sino Slim, si dibujas a Servitje te ganas un boicot de anunciantes; Azcárraga, Salinas Pliego, todos son personajes que pocas veces vemos dibujados y eso es algo que los caricaturistas no debemos perder de vista: los políticos ya no son los importantes, realmente ya no tienen el poder; el objeto de nuestras críticas debe ampliarse para llegar a aquellos. 
Crítica que ha perdurado, aún en el sexenio actual:
Una de las cosas que me pasó cuando empezó el sexenio era esto de las mañaneras y esto de estarse peleando específicamente con el Reforma, agarrarse dos o tres medios y estar todos los días peleándose con ellos. Yo decía: “¿Qué necesidad hay de eso? Está mal”, pero, te digo, es una trampa porque no se está peleando con uno de los medios, no está haciendo una pelea mediática sino política.

¿Qué es lo que pasó? Que los partidos políticos después de la elección del 2018 desaparecieron casi. Los principales partidos, tres partidos políticos, están a punto de la extinción. Entonces, no hay realmente una oposición articulada en partidos políticos o en organismos políticos. ¿Qué hicieron estos personajes de la oposición? Se fueron a los medios. Entonces, el Reforma se convirtió no en un periódico, no en un medio de comunicación, sino en un organismo político que está haciéndole política al presidente. Entonces, el presidente le está contestando, haciendo política también.
Asimismo, su obra cuestiona desde el papel de los comunicadores en México hasta el actuar de los funcionarios públicos-

### Señalar las contradicciones
José Hernández ha comentado en muchas ocasiones que una de las tareas del caricaturista político es "señalar las contradicciones" de los actores sociales y/ó políticos en cuestión.  Esta característica de su obra trasciende sexenios. En entrevistas ha declarado respecto al presidente en turno:
Si López Obrador empieza a traicionar sus promesas de cambio, si empieza a dejar intocados los intereses, claro que lo vamos a criticar igual (que sus antecesores) o peor.

## Premios y reconocimientos
- Premio Nacional de Periodismo, 2000.